# Ruganzu II Ndoli
Ruganzu II Ndoli (... – 1543) è stato il re del Ruanda dal 1510 fino alla sua morte.
Era il figlio del re Ndahiro II Cyamatare e Nyirangabo-ya-Nyantaba. Si ritiene che salì al trono nel 1510, lo stesso anno in cui Enrico VIII d'Inghilterra fu intronizzato e morì nel 1543 da un freccia colpito all'occhio.
Ruganzu II è il re più riconosciuto di Ruanda. Secondo le leggende, era un grande guerriero e gli vengono attribuiti miracoli. La sua vita e il suo regno sono stati oggetto di molte leggende nella storia del Ruanda.